# Gavin Mannion
Gavin Mannion (* 24. August 1991 in Dedham) ist ein ehemaliger US-amerikanischer Radrennfahrer.

## Werdegang
Von 2010 bis 2016 fuhr Mannion für verschiedene US-amerikanische UCI Continental Team, ohne zählbare Erfolge aufzuweisen. Auch der Einsatz als Stagaire beim damaligen UCI WorldTeam Garmin-Sharp führte zu keinem Anschlussvertrag.
Zur Saison 2017 wechselte Mannion zum UnitedHealthcare Professional Cycling Team. Bereits 2017 machte er durch Top-Platzierungen auf sich aufmerksam, unter anderem Platz 2 bei der Tour of Utah und beim Cascade Cycling Classic, Platz 3 beim Joe Martin Stage Race sowie Platz 4 bei der Tour of the Gila. In der Saison 2018 erzielte er seinen ersten Erfolg mit einem Etappengewinn bei der Tour of the Gila, am Saisonende entschied er nochmals eine Etappe sowie die Gesamtwertung beim Colorado Classic für sich.
Daraufhin wurde Mannion zur Saison 2019 Mitglied im UCI ProTeam Rally Cycling. Im Trikot seines neuen Teams gewann er bei der Tour de Savoie Mont-Blanc 2020 zwei Etappen.
Nach Ablauf der Saison 2022 erklärte Mannion seinen Rücktritt vom aktiven Radrennsport.

## Erfolge
2009
- eine Etappe Tour Of The Red River Gorge

2018
- Gesamtwertung und eine Etappe Colorado Classic
- eine Etappe Tour of the Gila

2020
- zwei Etappen Tour de Savoie Mont-Blanc